# 1886 Ловел
1886 Ловел (1886 Lowell) — астероїд головного поясу, відкритий 21 червня 1949 року.
Тіссеранів параметр щодо Юпітера — 3,337.